# Chiasmo (scultura)

Il Doriforo

Il chiasmo (o chiasma) è una  formula compositiva usata in scultura, codificata dall'artista classico Policleto, che consiste nella disposizione secondo un particolare ritmo, detto "chiastico", teso a risolvere il problema dell'equilibrio della figura eretta, di modo che questa è ritratta con un arto inferiore teso e il braccio del lato opposto teso, mentre, viceversa, i restanti arti sono entrambi flessi.
Il termine deriva dal greco χιασμός, che significa "disposizione a forma di chi" (connesso a χιάζειν, "dare forma di chi"), dal nome della ventiduesima lettera dell'alfabeto greco, detta chi (χ) e indica la corrispondenza incrociata tra gli arti in riposo e quelli in azione. La posizione chiastica è indicata nella nomenclatura anglosassone e in varie altre lingue con il termine italiano contrapposto, o contrapost.

## La ricerca della perfezione
Nell'evoluzione della scultura greca, la conquista della posizione chiastica segna l'emanciparsi degli artisti dalla innaturale rigidezza connessa alle rappresentazioni arcaiche dei kouroi.
L'arcaica ieraticità di quelle raffigurazioni plastiche, con la loro rigidità appena intaccata dall'avanzamento di una gamba, è ora superata da un ritmo più disinvolto. La statica frontalità arcaica si scioglie in un gioco di equilibri dinamici contrapposti.
Un nitido esempio di una nuova articolazione del ritmo scultoreo si ha nell'immagine dell'Efebo, di chiara connotazione severa, attribuita alla bottega di Crizio e conservata nel Museo dell'acropoli di Atene: la testa dell'efebo ruota lievemente mentre la gamba destra si flette abbassando il fianco. La fissità arcaica con la sua orizzontalità delle linee è irreversibilmente disarticolata.
Questa originale impostazione apre ai maestri del cosiddetto "stile severo" nuovi orizzonti espressivi, nei quali essi si mostrarono fin dall'inizio a loro agio, come è testimoniato da realizzazioni anche minori, avviando una serrata opera di sperimentazione, elaborazione e ricerca che condurrà, in breve tempo, alla culminale soluzione offerta ai nostri occhi da Policleto con la perfezione leggendaria del suo Doriforo.

## Il chiasmo policleteo
- Schema dell'asse a S o serpentina e delle proporzioni
- Schema del chiasmo

Nel celebrato esempio del Doriforo è ben visibile come il ritmo bilanciato di alterne flessioni e tensioni, che coinvolge gli arti contrapposti, sia ora declinato in una visione più organica, dinamica ed equilibrata della figura umana.
Al braccio sinistro, piegato a reggere il giavellotto, corrisponde la tensione della gamba destra che sostiene il peso del corpo.
A essi fa da contrappunto il rilassamento dei rimanenti arti: il braccio destro, mollemente disteso lungo il fianco teso, e la gamba sinistra, con la punta del piede a sfiorare appena il suolo.
La posizione flessa della gamba sinistra determina anche qui un abbassamento del fianco. Ma questi elementi, nella composizione policletea, si compongono in un dinamismo più sottile, accompagnandosi ad una leggera torsione del busto, al lieve, caratteristico inarcamento della linea alba e al conseguente tenue declinare dell'omero della spalla destra, secondo una linea divergente rispetto al declivio dei fianchi.
La ricerca di Policleto comportò l'enucleazione di una teoria del ritmo, delle proporzioni, della bellezza e della composizione scultorea, che lo scultore codificò in una serie di precetti racchiusi in un trattato tecnico, andato perduto, che ebbe per titolo Canone, esemplificato nel Doriforo.
L'adesione e la riproposizione del rigoroso e autorevole canone policleteo ebbe l'effetto collaterale di fissare la creazione artistica della fiorente scuola peloponnesiaca del V e IV secolo a.C., in schemi teorici esemplari e ripetitivi che troveranno un decisivo superamento con l'apertura di nuovi orizzonti di sperimentazione e ricerca ad opera di Lisippo.

## Il Rinascimento

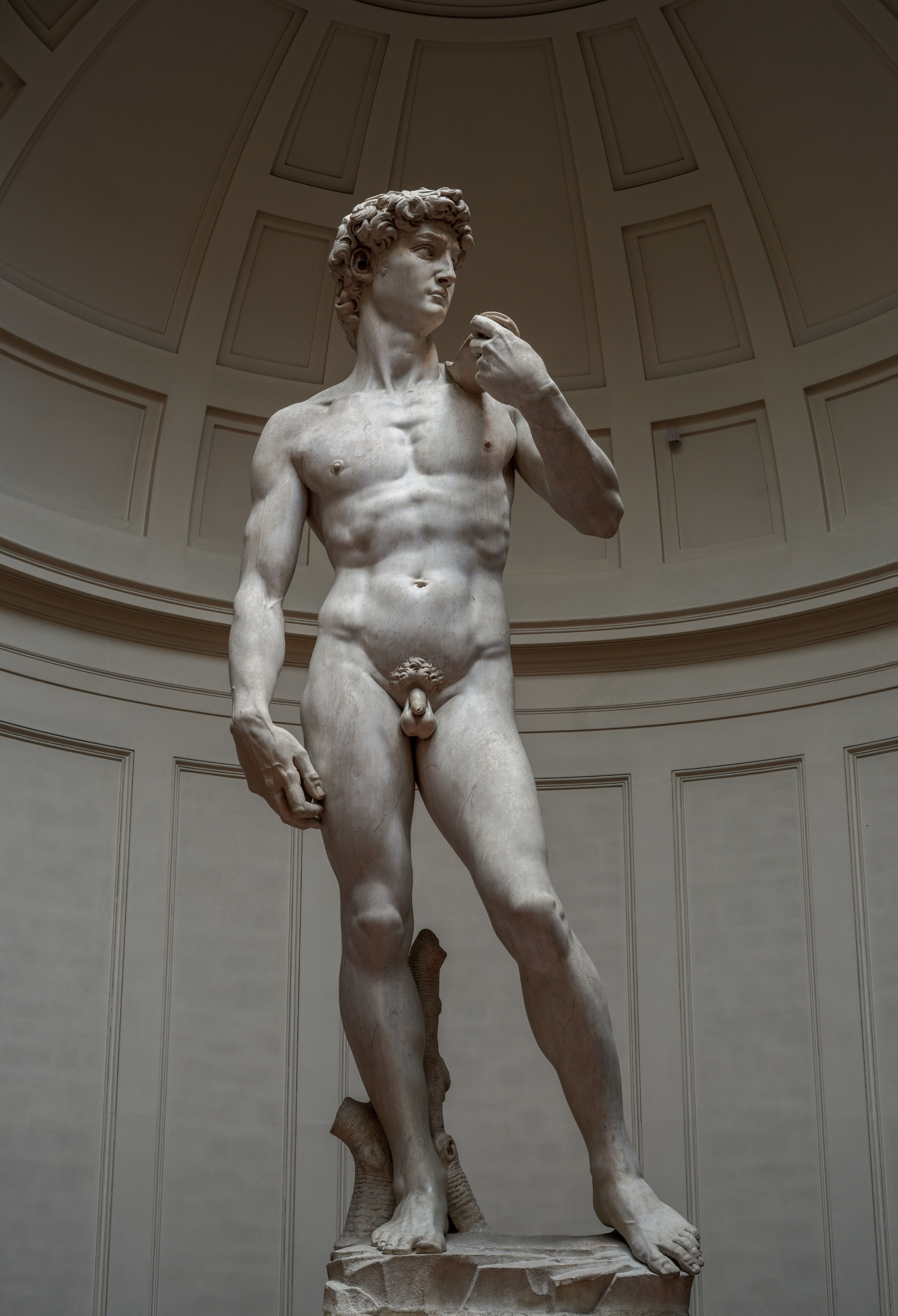
Il David di Michelangelo (Firenze, Galleria dell'Accademia)

Nel Rinascimento si assiste ad una ripresa del chiasmo policleteo, la cui riscoperta assurge ad una delle massime conquiste dell'arte del Rinascimento.
La massima espressione della rimodulazione del chiasmo policleteo, sia in senso tecnico-artistico che filosofico, si ebbe con Michelangelo, con il suo David.